# Mosaïque gallo-romaine de Saint-Paulien
La mosaïque gallo-romaine de Saint-Paulien est une mosaïque située en France sur la commune de Saint-Paulien, dans la région Auvergne-Rhône-Alpes.

## Localisation
La mosaïque est située dans le département français de la Haute-Loire, sur la commune de Saint-Paulien, dans l'ancienne région administrative d'Auvergne.

## Historique
Il s'agit du seul témoignage de la présence romaine découvert en Haute-Loire. La mosaïque est actuellement exposée au musée archéologique Michel Pomarat, installé dans la chapelle des Pénitents de Saint-Paulien.

## Protection
La mosaïque est classée au titre des monuments historiques par arrêté du 28 juin 1993.